# Уганда на Светском првенству у атлетици на отвореном 2023.
Уганда је учествовала на 19. Светском првенству у атлетици на отвореном 2023. одржаном у Будимпешти од 19. до 27. августа деветнаести пут, односно учествовала је на свим првенствима до данас. Репрезентацију Уганде представљало је 21 учесник (12 мушкараца и 9 жена) који су се такмичили у 13 дисциплина (7 мушких и 6 женских)., 
На овом првенству Уганда је по броју освојених медаља заузела 11. место са 2 освојене златне медаље. У табели успешности према броју и пласману такмичара који су учествовали у финалним такмичењима (првих 8 такмичара) Уганда је са 5 учесника у финалу делила 19 место са освојених 23 бода.
| Плас. | Земља  | 1. место | 2. место | 3. место | 4. место | 5. место | 6. место | 7. место | 8. место | Бр. фин. | Бод. |
| ----- | ------ | -------- | -------- | -------- | -------- | -------- | -------- | -------- | -------- | -------- | ---- |
| =19.  | Уганда | 2        | 0        | 0        | 0        | 1        | 0        | 1        | 1        | 5        | 23   |

## Учесници
| Мушкарци: - Тарсис Грациоус Орогот — 200 м - Том Драгига — 800 м - Абу Мајања — 1.500 м - Оскар Челимо — 5.000 м - Џошуа Чептегеи — 5.000 м, 10.000 м - Роџерс Кибет — 10.000 м - Џоел Ајеко — 10.000 м - Виктор Киплангат — Маратон - Стивен Киса — Маратон - Ендру Ротич Квемои — Маратон - Леонард Чемутаи — 3.000 метара препреке | Жене: - Халима Накаји — 800 м - Вини Нањондо — 1.500 м - Сара Челангат — 5.000 м, 10.000 м - Prisca Chesang — 5.000 м - Стела Чесанг — 10.000 м - Ребека Чептегеј — Маратон - Мерсилин Челангат — Маратон - Дорин Чесанг — Маратон - Перут Чемутаи — 3.000 м са препреке |

## Освајачи медаља (2)

### Злато (2)
- Џошуа Чептегеи — 10.000 м
- Виктор Киплангат — Маратон

## Резултати

### Мушкарци
| Атлетичар              | Дисциплина       | Лични рекорд | Квалификације     | Квалификације     | Полуфинале            | Полуфинале            | Финале                | Финале            | Детаљи |
| Атлетичар              | Дисциплина       | Лични рекорд | Резултат          | Место             | Резултат              | Место                 | Резултат              | Место             | Детаљи |
| ---------------------- | ---------------- | ------------ | ----------------- | ----------------- | --------------------- | --------------------- | --------------------- | ----------------- | ------ |
| Тарсис Грациоус Орогот | 200 м            | 19,94 НР     | 20,44(.431) кв    | 4. у гр. 5        | 20,26                 | 8. у гр. 1            | Није се квалификовао  | 10 / 54 (57)      |        |
| Том Драгига            | 800 м            | 1:44,74      | 1:48,60           | 7. у гр. 2        | Нису се квалификовали | Нису се квалификовали | Нису се квалификовали | 49 / 60 (61)      |        |
| Абу Мајања             | 1.500 м          | 3:34,51      | 3:38,15           | 12. у гр. 3       | Нису се квалификовали | Нису се квалификовали | Нису се квалификовали | 34 / 58           |        |
| Оскар Челимо           | 5.000 м          | 13:00,42     | 13:33,40 КВ, ЛРС  | 5. у гр. 2        |                       |                       | Није завршио трку     | Није завршио трку |        |
| Џошуа Чептегеи         | 5.000 м          | 12:35,36 НР  | Није стартовао    | Није стартовао    | Није се квалификовао  | Није се квалификовао  |                       |                   |        |
| Џошуа Чептегеи         | 10.000 м         | 26:11,00 НР  |                   |                   |                       |                       | 27:51,42 ЛРС          |                   |        |
| Роџерс Кибет           | 10.000 м         | 27:31,08     | 29:10,07          | 22 / 22 (25)      |                       |                       |                       |                   |        |
| Џоел Ајеко             | 10.000 м         |              | Није завршио трку | Није завршио трку |                       |                       |                       |                   |        |
| Виктор Киплангат       | Маратон          | 2:05:09      | 2:08:53           |                   |                       |                       |                       |                   |        |
| Стивен Киса            | Маратон          | 2:04:48      | 2:10:22           | 4 / 54 (63)       |                       |                       |                       |                   |        |
| Ендру Ротич Квемои     | Маратон          | 2:07:14      | Није завршио трку | Није завршио трку |                       |                       |                       |                   |        |
| Леонард Чемутаи        | 3.000 м препреке | 8:17,14      | 8:24,74 КВ        | 5. у гр. 2        |                       |                       | 8:21,61               | 12 / 37           |        |

### Жене
| Атлетичарка       | Дисциплина       | Лични рекорд | Квалификације | Квалификације | Полуфинале            | Полуфинале            | Финале                | Финале       | Детаљи |
| Атлетичарка       | Дисциплина       | Лични рекорд | Резултат      | Место         | Резултат              | Место                 | Резултат              | Место        | Детаљи |
| ----------------- | ---------------- | ------------ | ------------- | ------------- | --------------------- | --------------------- | --------------------- | ------------ | ------ |
| Халима Накаји     | 800 м            | 1:57,62 НР   | 1:59,68 КВ    | 1. у гр. 4    | 1:58,89 кв            | 3. у гр. 3            | 1:59,18               | 8 / 56       |        |
| Вини Нањондо      | 1.500 м          | 3:59,56 НР   | 4:10,55       | 12. у гр. 4   | Није се квалификовала | Није се квалификовала | Није се квалификовала | 47 / 55 (56) |        |
| Сара Челангат     | 5.000 м          | 14:40,88 НР  | 15:14,89      | 13. у гр. 1   |                       |                       | Нису се квалификовале | 25 / 38 (40) |        |
| Prisca Chesang    | 5.000 м          | 15:05,39     | 15:37,02      | 16. у гр. 2   | 33 / 38 (40)          |                       | Нису се квалификовале |              |        |
| Сара Челангат     | 10.000 м         | 31:06,46     |               |               |                       |                       | 31:40,04 ЛРС          | 10 / 21 (22) |        |
| Стела Чесанг      | 10.000 м         | 31:01,04 НР  | 32:38,90 ЛРС  | 16 / 21 (22)  |                       |                       |                       |              |        |
| Ребека Чептегеј   | Маратон          | 2:22:47      | 2:29:34 ЛРС   | 14 / 65 (78)  |                       |                       |                       |              |        |
| Мерсилин Челангат | Маратон          | 2:24:12      | 2:31:40       | 18 / 65 (78)  |                       |                       |                       |              |        |
| Дорин Чесанг      | Маратон          | 2:26:31      | 2:32:11       | 21 / 65 (78)  |                       |                       |                       |              |        |
| Перут Чемутаи     | 3.000 м препреке | 9:01,45 НР   | 9:20,03 КВ    | 3. у гр. 2    |                       |                       | 9:10,26 ЛРС           | 7 / 35       |        |